# Eupithecia analoga
Euphitecia analoga es una especie de polilla de la familia Geometridae. La especie fue descrita por primera vez por Alexey Diakonoff habiendo sido descrita en 1926, con distribución en Europa. Los sintipos de la especie fueron descritas en los alrededores de Minusinsk, Abakán y el holotipo en Naarden. Cuenta con dos subespecies: Eupithecia europaea Lempke, 1969 y Tephroclystia nageli Skala, 1929. La especie se alimenta principalmente de Picea abies.

## Descripción
Es una polilla pequeña con una envergadura de 17 a 21 milímetros (0,7 a 0,8 plg), delgada y de color marrón grisácea. La longitud del ala anterior es de entre 8 a 11 milímetros (0,3 a 0,4 plg). La mariposa tiene alas blanquecinas con líneas transversales marrones y una mancha central clara en las alas anteriores. Tiene palpos bastante largos. La especie es muy similar a la Eupithecia abietaria, pero es claramente más pequeña y las marcas oscuras en las alas son de color marrón oscuro, no negras, especialmente evidente con la mancha oscura en las alas anteriores. El ala anterior tiene una banda transversal semicircular marrón bastante ancha en la raíz. Un poco dentro del centro del ala tiene una mancha ovalada de color marrón chocolate. La banda transversal del ala anterior en el medio está menos marcada que en el E. abietaria que es en forma de cono. El borde exterior del ala anterior es marrón con una franja cruzada en zigzag blanca. La oruga es de color gris rosado, con pequeñas manchas negras dispersas.

## Distribución
La especie se puede encontrar desde Europa Occidental hasta los Montes Urales y Siberia. En el norte, la cordillera se extiende al norte del círculo polar. Al sur se encuentra hasta los Alpes.

## Ciclo vital
E. analoga se encuentra en bosques de coníferas donde utiliza abetos como plantas hospedantes. La oruga viven en abetos y pinos aunque ocasionalmente dentro y fuera de las agallas causadas por pulgones. Allí también se produce la pupa. La oruga se puede encontrar de junio a agosto. La especie pasa el invierno como pupa. Hay una generación anual que vuela desde principios de mayo hasta mediados de julio.